# 昭和自動車

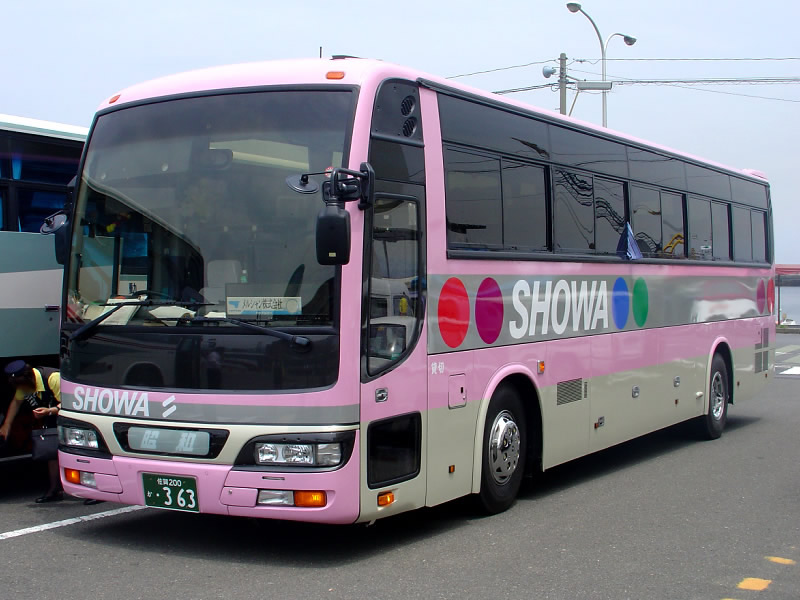
貸切バス

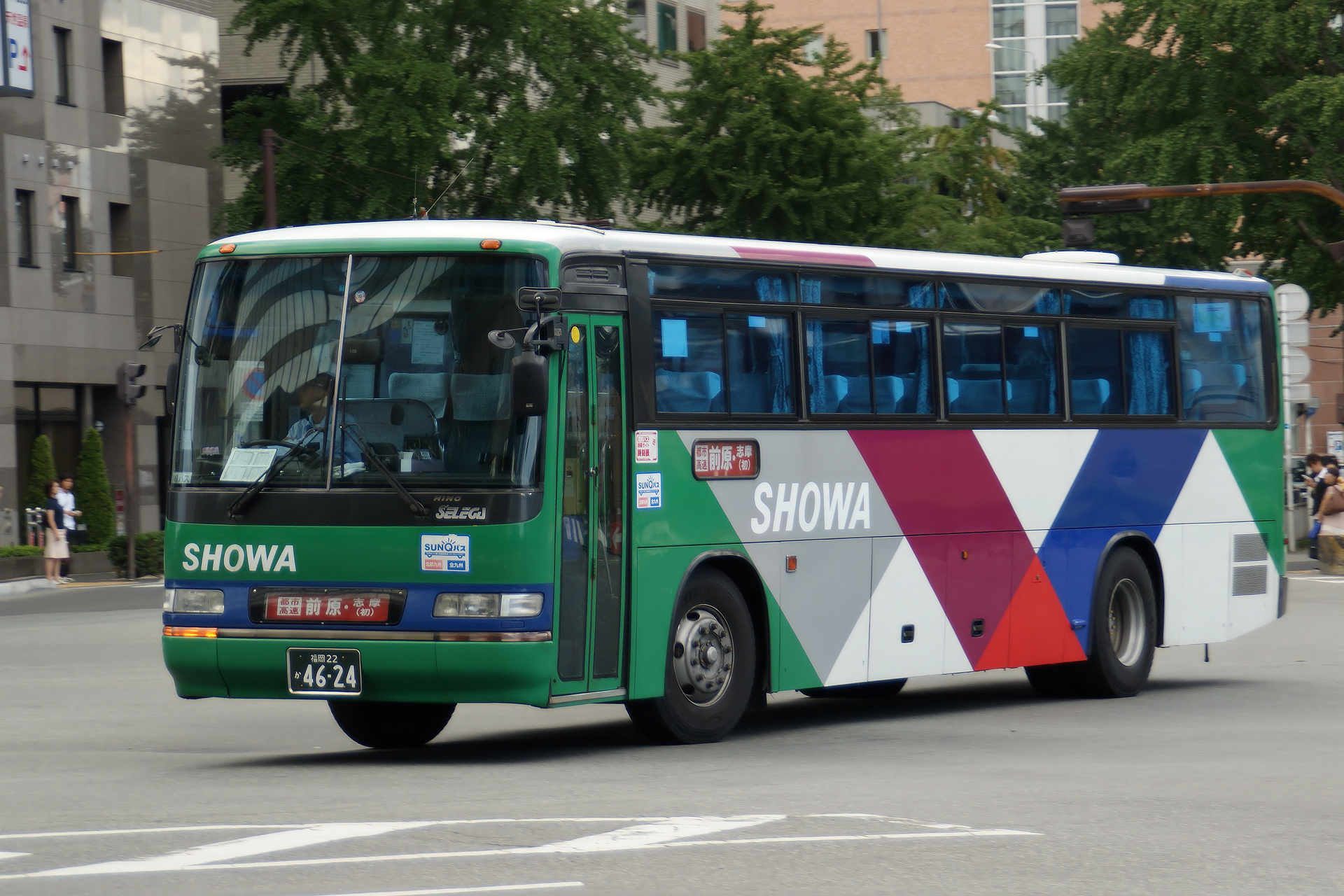
特急バス（いと・しま号）

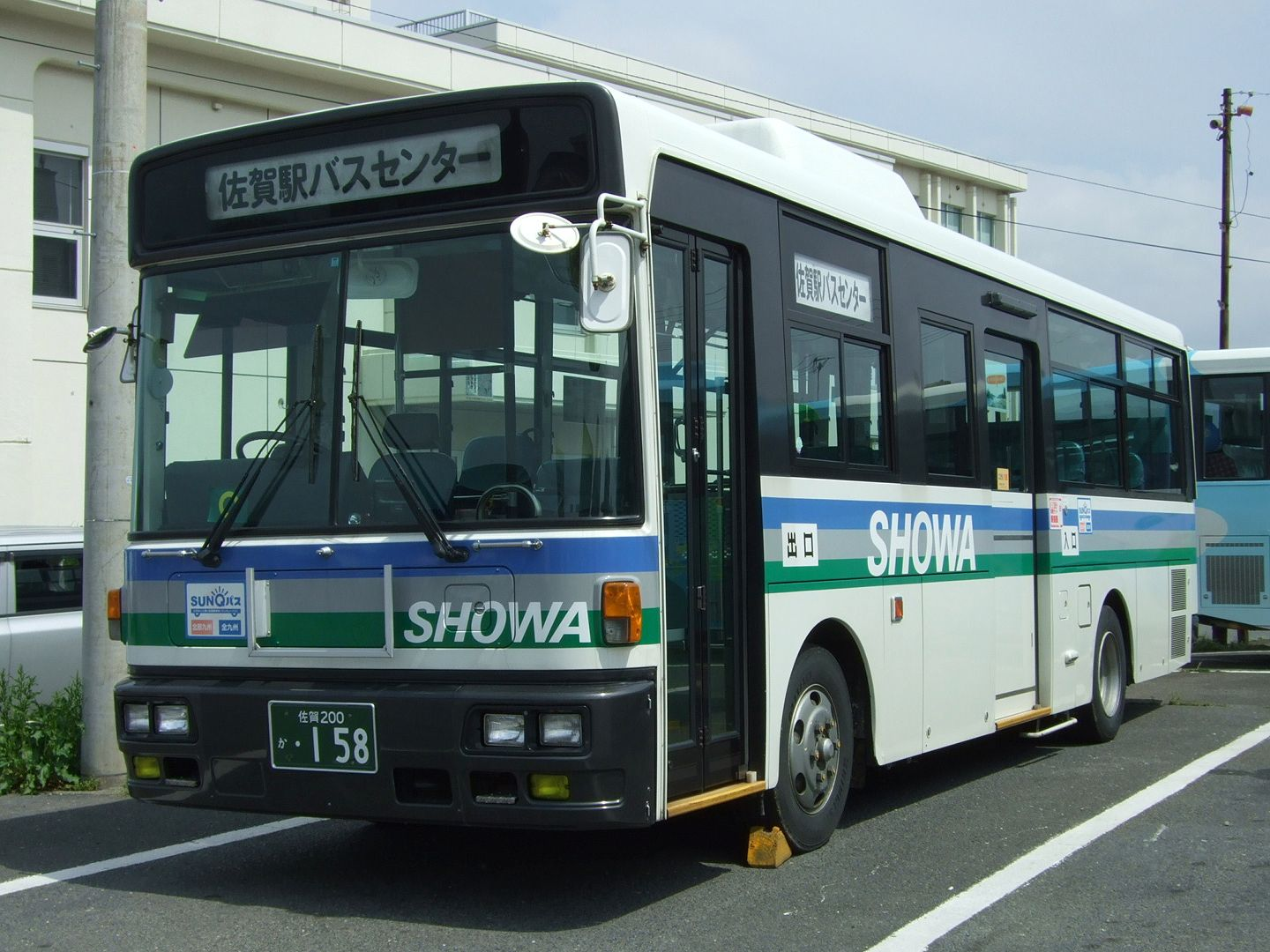
一般路線バス

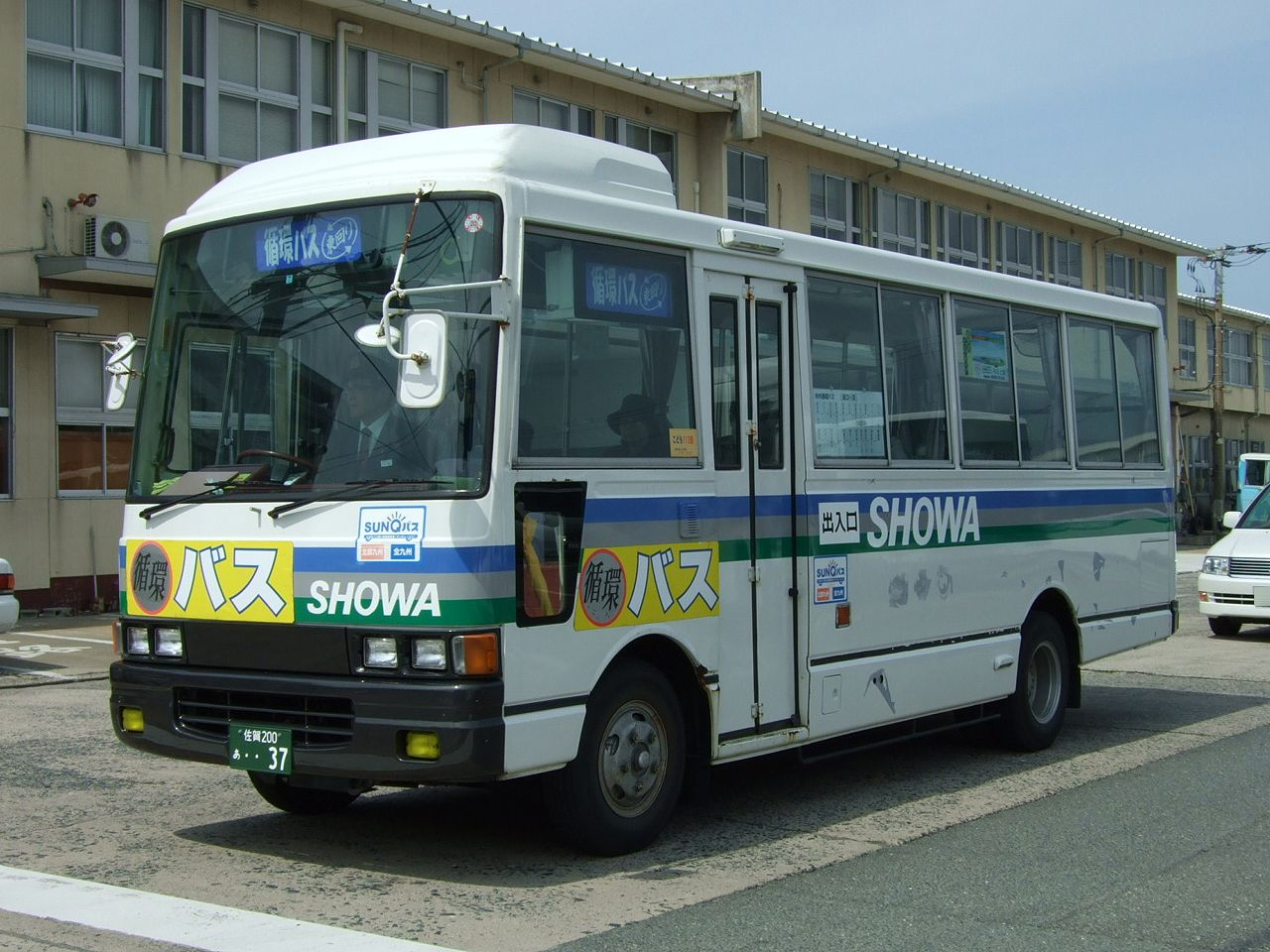
唐津市内循環バス

昭和自動車株式会社（しょうわじどうしゃ、英: Showa Bus Co., Ltd.）は、佐賀県中・北部と福岡県西部で路線バス・貸切バスを運行するバス事業者である。設立は1937年（昭和12年）9月11日。本社所在地は佐賀県唐津市千代田町2565番5号。通称は昭和バス。

## 歴史
- 1937年（昭和12年）9月11日 - 設立。
- 1941年（昭和16年） - かつて筑肥線を運行していた北九州鉄道から自動車事業[2]の譲渡を受け、福岡市内へ路線進出。
- 1983年（昭和58年）2月10日 - 佐賀昭和観光・福岡昭和観光を設立し、中・小型貸切バス事業を分離。
- 1987年（昭和62年）
  - 4月10日 - 佐賀昭和交通を設立し、佐賀市周辺の不採算バス路線を同社に移管。
  - 7月17日 - 多久昭和交通を設立し、多久市周辺の不採算バス路線を同社に移管。
- 1992年（平成4年）4月1日 - 伊万里昭和交通を設立し、伊万里営業所担当のバス路線を同社に移管。
- 1995年（平成7年）4月1日 - 佐賀昭和交通が多久昭和交通を吸収合併する。
- 1997年（平成9年）2月1日 - 佐賀昭和交通・佐賀昭和観光・福岡昭和観光を吸収合併。
- 1998年（平成10年）8月21日 - 全線の約半分の区間でフリー降車制度を導入[3]。
- 2000年（平成12年）12月20日 - 佐賀駅近くにあった佐賀営業所を佐賀郡大和町（現・佐賀市）へ移転。
- 2003年（平成15年）10月1日 - 伊万里昭和交通を吸収合併し唐津営業所伊万里支所とした。これによりバス事業は全て昭和自動車の本体直営に戻る。
- 2004年（平成16年）6月20日 - 福岡地区の営業所の集約を実施。前原営業所が路線バス、福岡営業所は貸切バスのみとなる。
- 2006年（平成18年）11月1日 - 福岡・前原地区の乗合バス事業再編計画に伴って福岡地区で大規模な路線再編を実施。福岡市中心部に直通する一般道のみを通る路線を全廃。
- 2007年（平成19年）8月30日 - 前原営業所が前原市神在から糸島郡志摩町吉田（現在は糸島市）に移転（のちに志摩営業所に改称）。
- 2010年（平成22年）2月27日 - 福岡・前原地区の一般路線バスと一部の高速バスにおいて IC乗車券nimocaを導入。
- 2012年（平成24年）
  - 3月31日 - 唐津 - 長崎（レインボー壱岐号）運行廃止。
  - 12月1日 - 昭和タクシーと経営統合。
- 2017年（平成29年）4月1日 - 全路線で精神障害者保健福祉手帳所持者への運賃割引を導入（これまでは佐賀県内発着の路線のみ導入されていた）[4]。
- 2018年（平成30年）
  - 3月12日 - 佐賀地区の一般路線バスでもnimocaを導入[5]。
  - 8月21日 - 伊都営業所を開設。同日、nimocaを使用した乗り継ぎサービスを開始[6]（芥屋線、船越線、野北線を除く全路線）。また、前原営業所を志摩営業所に改称。
- 2019年（令和元年）7月21日 - 志摩営業所を廃止、伊都営業所に路線を統合。
- 2020年（令和2年）2月28日 - 都市間高速バスの「からつ号」「いまり号」 「いと・しま号」にWi-Fi設置。
- 2022年（令和4年）10月1日 - 佐賀地区に行先番号を設定[7]。
- 2023年（令和5年）4月11日 - 伊都営業所管内で減便改正を実施（減便対象は九州大学線のみ）。慢性的な運転士不足により、安定的なバス運行に支障をきたしかねない状況を鑑みての措置[8]。
- 2024年（令和6年）4月1日 - 唐津・玄海地区に行先番号を設定。そして運転士不足によりダイヤ改正（唐津・玄海地区）
- 2025年（令和7年)　
  - 4月1日 - 唐津地区路線再編。
  - 5月1日 - 都市間高速バスの運賃見直し。
  - 7月1日 - 唐津-佐賀線が公立佐賀中央病院への乗り入れを開始。
  - 7月28日 - 伊都営業所での慢性的な運転士不足により「いと・しま号」「ウエストコーストライナー」の一部便の運休を実施。（同年9月30日までを予定）
  - 8月10日 - 豪雨により、【つまんでご卵～二見ヶ浦（夫婦岩前）】間で土砂崩れが発生し全面通行止めとなる。（ウエストコーストライナー：当面の間、全便運休。西の浦線[各停便]：当面の間、【伊都営業所～二見ヶ浦～西の浦】間を全便運休。西の浦線[快速便]：当面の間、全便運休。糸島サンセットライン：当面の間、全便運休。）
  - ※予定 10月1日 - 都市間高速バスのダイヤ改正を予定。

## 営業所所在地
- 唐津営業所（本社） - 佐賀県唐津市千代田町2565-5 （北緯33度26分55.4秒 東経129度58分30秒 / 北緯33.448722度 東経129.97500度）
  - 伊万里支所 - 佐賀県伊万里市二里町八谷搦15-8 （北緯33度16分26.1秒 東経129度52分17.4秒 / 北緯33.273917度 東経129.871500度）
- 佐賀営業所 - 佐賀県佐賀市大和町大字東山田2881-1 （北緯33度18分37.5秒 東経130度15分57.2秒 / 北緯33.310417度 東経130.265889度）
- 志摩営業所 - 福岡県糸島市志摩吉田2027-1 （北緯33度35分51.1秒 東経130度10分55.6秒 / 北緯33.597528度 東経130.182111度）(廃止)
- 福岡営業所（貸切事業本部） - 福岡県福岡市東区東浜1-8-8 （北緯33度36分55.2秒 東経130度24分47秒 / 北緯33.615333度 東経130.41306度）
- 伊都営業所 - 福岡県福岡市西区大字桑原2489-2（九州大学伊都キャンパス内）

## 高速・特急バス
高速・特急バスの車体色は緑・青・赤などの斜め模様で構成された大胆なデザインである。

### 現行路線
- 福岡（福岡空港・博多バスターミナル・天神） - 唐津 「からつ号」
- 福岡空港 - 博多バスターミナル - 伊万里 「いまり号」
- 博多バスターミナル・天神 - 前原 - 加布里・伊都営業所「いと・しま号」
- 博多バスターミナル・天神 - 二見ヶ浦 - 伊都営業所「ウエストコーストライナー」

### 廃止路線
高速バス
- 堺・大阪（なんば） - 福岡・前原 「サザンクロス博多号」（夜行）
- 大阪（梅田） - 佐賀・唐津 「サガンウェイ号」（夜行）
- 唐津 - 嬉野温泉 「うれしのライナー号」
- 唐津・佐賀 - 熊本 「おおあそ号」
- 唐津 - 佐賀 「バルンライナー」
- 福岡 - 唐津 - 呼子 「よぶこ号」 ※2011年3月31日を以って廃止され、福岡 - 唐津間の「からつ号」に一本化された。
- 唐津 - 長崎 「レインボー壱岐号」
  - 長崎県交通局と共同運行していたが2006年4月1日から単独運行に移行、2007年4月1日に呼子 - 唐津間廃止。2012年3月31日全線廃止。

特急・急行バス
- 博多駅 - 天神 - 前原 - 唐津 - 呼子 - 呼子フェリー発着所・波戸岬
- 博多駅 - 天神 - 前原 - 唐津 - 伊万里 - 佐世保
- 博多駅 - 天神 - 前原 - 唐津 - 伊万里 - 平戸口
- 博多駅 - 天神 - 前原 - 唐津
- 唐津 - 多久 - 佐賀
- 呼子 - 唐津 - 多久 - 武雄

かつては旧国道202号線唐津街道を通って福岡市と前原市（現・糸島市）、佐賀県唐津市などを結ぶ急行・特急バスを多数運行していたが、1983年に並行する国鉄（※当時）筑肥線が電化されて大幅にスピードアップし、運行本数も増発されたために大打撃を受け、これらの長距離バスは減便からやがて全廃に追い込まれた。しかし2001年に福岡都市高速が延長されて西九州自動車道と直結したことから、西九州道を通る特急バス網の拡充を進め、JR筑肥線に対して再び対抗力を持つようになっている。
高速バス路線開設ブームの際には、夜行高速バスの運行も行なったが、いずれも短期間で廃止された。

## 一般路線バス
路線バスの車体色は1989年に採用されたもので、白地に青・グレー・緑のストライプが入ったものである。1970年代の車両は側面の外板に無塗装のステンレスが使われた特注車両で、窓の上下に赤いラインが入るだけのシンプルなデザインであった。1980年以降外板にステンレスは使用されなくなったが、車体色は変わらずシルバーの地に赤いラインのものであった。1990年代の長距離用トップドア車は、白地に青・レモンイエロー・緑のストライプが入ったデザインであった。
営業路線についてはエリア分布の性格上、佐賀県・福岡県に分けて記述する。
一部区間ではフリー降車制度を導入しており、路線ごとに指定された区間であれば幹線道路や危険な場所を除き、停留所以外でも路線上の任意の場所で降車することができる。ただし、乗車は停留所からしかできない。
近年は乗客の減少や運転士の不足から、支線系統を中心に路線の休廃止や減便のほか、中型バスからジャンボタクシーへの車両変更などを行っている。それに加え、2024年4月以降における時間外労働に関する問題（いわゆる2024年問題）により更に拍車がかかり、比較的高需要な高速バスの減便や、路線バスの減便・撤退といった動きが見られる。

### 佐賀県
佐賀県内では唐津・伊万里・佐賀に営業所を置き、唐津市の唐津大手口バスセンター及び佐賀市の佐賀駅バスセンターを基点にして唐津市、伊万里市、武雄市、多久市、佐賀市など佐賀県中・北部に路線を持つ。特に唐津市を含む東松浦地域では唯一の公共交通機関として、唐津市中心部と旧東松浦郡部を結ぶものを中心に唐津市内の路線を多く運行しており、東松浦半島の路線網は非常に複雑なものとなっている。その他、各市内高校のスクールバスや、唐津市内線などを運行している。

#### 運行している市町村
佐賀県
- 唐津市
- 東松浦郡玄海町
- 伊万里市
- 武雄市
- 多久市
- 小城市
- 佐賀市

#### 主なバスターミナル
- 唐津大手口バスセンター : 唐津市南城内1（北緯33度26分56.4秒 東経129度58分10.9秒 / 北緯33.449000度 東経129.969694度）
- 呼子発着所 : 唐津市呼子町呼子4185-15 （北緯33度32分14.5秒 東経129度53分37.8秒 / 北緯33.537361度 東経129.893833度）
- 佐賀駅バスセンター : 佐賀市駅前中央1丁目12-1 （北緯33度15分52.2秒 東経130度17分57.4秒 / 北緯33.264500度 東経130.299278度）
- 小城発着所 : 小城市小城町252 （北緯33度17分34.8秒 東経130度11分55秒 / 北緯33.293000度 東経130.19861度）

廃止されたバスターミナル
- 多久発着所（2008年（平成20年）9月末で廃止）
- 伊万里バスセンター（2009年（平成21年）8月末で廃止。伊万里駅に隣接し、西肥自動車と共用していた。）

#### 主な路線
2025年7月1日現在の路線（太字は終点・始発停留所）

##### 唐津・伊万里地区
唐津 - 佐賀線
- 71（多久駅北口→佐賀駅バスセンターは1）
  - 大手口 - 松浦橋 - 市民グラウンド前 - 川原橋 - 山本 - 相知駅前 - 岩屋駅前 - 厳木駅前 - 多久駅北口 - 多久市役所 -（公立佐賀中央病院）- 小城 - 徳万 -（医療センター好生館）- 辻の堂 - 片田江 - 佐賀駅バスセンター

- 72（多久行） / 1（佐賀行）
  - 多久駅北口 - 多久市役所 -（公立佐賀中央病院）- 小城 - 徳万 -（医療センター好生館）- 辻の堂 - 片田江 - 佐賀駅バスセンター
    - 国道203号を通って唐津市と佐賀市を結ぶ幹線。
    - 2024年4月現在、佐賀～唐津の通し運行は平日の日中は概ね90分に1本、土日祝日の日中は概ね2時間に1本となっており、他に佐賀方面から多久駅北口で折り返す便が設定されている（2013年3月までは唐津方面から多久駅北口で折り返す便もあった）。
    - 日中の便は佐賀県医療センター好生館と公立佐賀中央病院を経由する。
    - 唐津大手口行は71番、多久駅北口止まりは72番として運行。多久駅北口→佐賀駅バスセンター間は1番として運行。

唐津 - 伊万里線
- 61
  - 大手口 - 松浦橋 - 用尺南 - 大土井 - 川原橋 - 千々賀 - 北波多 - 志気橋 - 大曲 - 上伊万里 - 伊万里駅前
    - 国道202号を通って唐津市と伊万里市を結ぶ幹線。2024年4月のダイヤ改正で用尺南経由に変更された。

呼子線

- 11
  - 唐津駅 - 大手口 - 西唐津駅前 - 唐房入口 - 岩野 - 菖蒲 - 呼子

- 11U（平日午後1便のみ）
  - 唐津駅 → 大手口 → 西唐津駅前 → 唐房入口 → 岩野 → 打上 → 呼子

- 16（平日朝1便のみ）
  - 唐津東中高前 ← 大手口 ← 西唐津駅前 ← 唐房入口 ← 岩野 ← 打上 ← 呼子

- 17M（平日朝1便のみ）
  - 工業高校前 ← まいづる999前 ← 唐津南高下 ← 西唐津駅前 ← 唐房入口 ← 岩野 ← 菖蒲 ← 呼子

- 18（平日朝1便のみ）
  - まいづる999前 ← 用尺南 ← 大手口 ← 西唐津駅前 ← 唐房入口 ← 岩野 ← 菖蒲 ← 呼子

- 無番
  - 呼子 - 呼子公民館 - 片島 - 加部島杉村
  - 呼子 → 呼子公民館 → 徳川家康別陣下 → 片島 → 加部島杉村 → 風の見える丘公園 → 徳川家康別陣下 → 呼子公民館 → 呼子 ※ジャンボタクシー
  - 呼子 - 長沙子 - 呼子台場みなとプラザ
  - 呼子 → 横竹 → 長沙子 (→ 小友) → 呼子台場みなとプラザ → 呼子 → 呼子公民館 → 名護屋浜 → 桟橋前 → 呼子公民館 → 呼子 ※ジャンボタクシー
    - 国道204号から別れて佐賀県道23号唐津呼子線・佐賀県道340号鎮西唐津線を経由し、最短距離で唐津市中心部と同市呼子町を結ぶ路線。呼子以遠は朝夕を除きジャンボタクシーで運行されており、大手口～呼子の便と呼子で接続する。
    - 打上バス停を経由する便は、もともと打上を経由していた福岡市～呼子の高速バス「よぶこ号」の廃止に伴い、2011年（平成23年）4月1日に新設された系統である。
    - 朝の唐津方面行きには大手口から唐津市内線として唐津東中高・唐津西高校・唐津南高校・唐津工業高校へ直通する便もある。
    - 2024年4月1日に1時間に1便程度への大規模な減便を実施した。

湊・波戸岬線
- 21（波戸岬国民宿舎行きは21H）
  - 大手口 - 西唐津駅前 - 唐房入口 - 唐房 - 相賀 - 湊 - みなと園 - 屋形石 - 七ツ釜入口 - 呼子 - 名護屋城博物館入口 - 波戸岬国民宿舎
    - 国道204号を経由して海沿いにやや遠回りする形で呼子町へ向かう路線。
    - 2024年4月1日に呼子フィーダー線（呼子・波戸岬線）と統合された。
    - 一部の便は呼子発着。

野元・名護屋線 　大島・小加倉線

- 31
  - 大手口 - 西唐津駅前 - 唐房入口 - 岩野 - 加倉 - 石原 - 野元 - 名護屋城博物館入口 - 名護屋浜

- 32
  - 大手口 - 西唐津駅前 - 唐房入口 - 岩野 - 加倉 - 石原 - 小加倉 - 値賀（ちか） - 玄海エネルギーパーク

- 32F
  - 大手口 - 西唐津駅前 - 唐津フェリーターミナル - 唐房入口 - 岩野 - 加倉 - 石原 - 小加倉 - 値賀 - 玄海エネルギーパーク - 名護屋城博物館入口 - 名護屋浜

- 37（平日朝1便のみ）
  - 工業高校前  ← 用尺南 ← 大手口 ← 西唐津駅前 ← 唐房入口 ← 岩野 ← 加倉 ← 石原 ← 小加倉 ← 値賀 ← 玄海エネルギーパーク
    - 佐賀県道23号唐津呼子線・佐賀県道254号今村枝去木線などを経由して名護屋へ向かう路線。小加倉経由は朝のみ玄海エネルギーパーク発着便、唐津工業高校直通便がある。
    - 2024年4月のダイヤ改正で呼子～名護屋浜間が廃止になった。

有浦線　呼子-青翔線
- 41
  - 大手口 - 西唐津駅前 - 唐房入口 - 岩野 - 加倉 - 玄海町役場前 - 金の手 - 唐津青翔高校前 - 梅崎 - 古保志気 - 入野

- 46（平日朝1便のみ）
  - 唐津東中高前 ← 大手口 ← 西唐津駅前 ← 唐房入口 ← 岩野 ← 加倉 ← 玄海町役場前 ← 金の手 ← 唐津青翔高校前 ← 梅崎 ← 古保志気 ← 入野

- 39（平日朝1便のみ）
  - 唐津青翔高校前 ← 値賀 ← 名護屋城博物館入口 ← 名護屋浜 ← 呼子

- 無番（いずれも平日朝のみ）
  - 入野 ← 山口 ← 納所（のうさ）
  - 入野 ← 松山 ← 星賀
  - 入野 ← 古保志気 ← 高串福祉センター
  - 入野 ← 古保志気 ← 梅崎 ← 菖津
    - 佐賀県道292号加倉仮屋港線を経由して玄海町中心部を通る路線。
    - 金の手で別れて北に向かうもの（玄海町方面）と南（唐津市肥前町方面）に向かうものに大別される。
    - 北方面は玄海エネルギーパーク行きが大半だが、仮屋を始発とする便や、呼子を終点とする便もある。
    - 2013年4月1日より、金の手から南へ向かう路線は後述の切木・中浦線とともに入野で系統が分断され、入野より先は乗り換えが生じることとなった。高串へは一度古保志気を通過してから入野で乗り換え、再び古保志気を経由して向かうことになる。
    - 2019年4月1日より星賀・納所・高串の各支線で平日の日中および休日の全便をジャンボタクシーで運行している。運賃を一律200円とし一部路線では延長も行っている。
    - 2024年4月1日の路線再編により、金の手 - 玄海エネＰ・肥前フィーダー系統の多くが廃止、または平日朝を除き運行取り止めとなった。

切木・中浦線
- 51
  - 大手口 - 神田 - 竹木場 - 切木（きりご）郵便局前 - 万賀里川 - 古保志気 - 入野

- 51K（平日朝1便のみ）
  - 入野 → 古保志気 → 万賀里川 → 切木郵便局前 → 竹木場 → 神田 → 旭ヶ丘一区 → 唐津駅 → 大手口

- 52（日祝日運休）
  - 大手口 - 神田 - 竹木場 - 木場 - 中浦 - 切木小学校前 - 大浦岡 - 満越

- 56（平日朝1便のみ）
  - 唐津東中高前 ← 大手口 ← 神田 ← 竹木場 ← 切木郵便局前 ← 万賀里川 ← 古保志気 ← 入野

- 59（平日朝1便のみ）
  - 大手口 → 神田 → 竹木場 → 切木郵便局前 → 梅崎 → 唐津青翔高校前
    - 佐賀県道33号唐津肥前線と国道204号を通り、唐津市中心部と同市肥前町を結ぶ路線。多くが入野行き。平日朝1便のみ唐津東中高前行きや、唐津西高校そばの旭ヶ丘一区を経由する。
    - 2013年4月1日より、前述の有浦線とともに入野で系統が分かれており、入野より先の星賀・納所・高串方面及び後述の鷹島線は入野で乗り換えることになる。
    - 満越方面は、2013年4月1日より運行を開始した路線。この路線は竹木場にある高峰中学校のスクールバス的役割を果たしており、満越発朝1便、唐津（竹木場）発午後2便の計3便しか運行されておらず、1往復2便は2021年夏より伊万里支所による運行に移管されている。
    - 梅崎経由の唐津青翔高校前への路線は、唐津青翔高校へのスクール便である。そのため、唐津青翔高校が休校時は全便運休となるが、休日でも通学日となる場合は運行されており、テスト時などには臨時バスも運行される。

久里・北波多線
- 81
  - 大手口 - 松浦橋 - 市民グラウンド前 - 東唐津駅 - 唐津東中高前 - 今組 - 久里 - 山本 - 市民病院きたはた
    - 唐津営業所・伊万里支所による運行。
    - かつては国道203号・佐賀県道52号山本波多津線を経由して唐津市中心部と北波多地区を結ぶ路線だったが、2016年のダイヤ改正で久里経由に変更された。1983年に廃止された筑肥線の東唐津～山本間の代替路線でもある。
    - 成渕上、志気への路線は市民病院きたはたからジャンボタクシーが運行されていたが2025年4月1日の改正でチョイソコからつへ移管となった。

七山線
- 91（平日朝夕のみ）
  - 大手口 - 松浦橋 - 東唐津 - 東唐津駅 - 唐津東中高前 - 浜崎駅北口 - 七山市民センター前
  - 松浦川東岸の東唐津地区を経て旧浜玉町・旧七山村へ至る路線。2022年4月1日のダイヤ改正で、ななのゆ - 細川が短縮された。
  - 2025年4月1日のダイヤ改正で、七山市民センター前 - ななのゆが短縮された。そして平日朝夕のみの運行となったため、平日日中はチョイソコからつを利用する必要がある。

鏡線
- 82（平日日中のみ）
  - 大手口 - 松浦橋 - 東唐津 - 東唐津駅 - 唐津東中高前 - 鏡 - 鏡山小学校前 - 宇木 - 広田

- 86（土日祝1便のみ）
  - 大手口 → 松浦橋 → 東唐津 → 東唐津駅 → 唐津東中高前
    - 東唐津地区から唐津市東部へ至る路線。途中の宝満神社前 - 宇木間を2回通る。
    - 大手口→唐津東中高前は2024年4月1日の路線再編により唐津市内線から移管され、土日祝1便が運行されるのみ。
    - 2025年4月1日の改正で虹町・赤水口経由の廃止、そして広田または東宇木発、鏡山小学校前行きの便が廃止された。

唐津市内線(唐津市中心部のみで運行される路線)
- からワンライン
  - 唐津駅 - まいづる999前 - 唐津赤十字病院 - 町田三丁目 - 唐津駅 - 大手口 - 唐津城入口 - シーサイド前 - 東唐津駅 - イオン唐津店
    - 2025年4月1日の改正で市内線西コースが廃止、東コースと南コースが統合され、からワンラインとなった。
    - 大手口では唐津城・イオン方面が1番乗り場、赤十字・まいづる方面が3番乗り場となっている。
    - 唐津駅を2回通る。

イオン号
- イオン号
  - 大手口 - 松浦橋 - 用尺南 - イオン前
    - 市中心部と鏡地区にあるイオン唐津ショッピングセンターを結ぶ無料シャトルバス。イオン唐津からの委託を受けて運行する特定旅客路線である。特定日のみ運行。
    - 途中の全ての停留所で客扱いを行うが、クローズドドア制を採用しており、イオン行きはイオン前でのみ降車可能、唐津大手口行きはイオン前でのみ乗車可能である。乗車するときは前ドアから乗車し、イオン前からの場合は降車するバス停をあらかじめ運転手に申告しなければいけない。
    - 現在は一般路線車に塗装変更を施した専用車両で運行しているが、2012年以前は貸切車で運行されていた。

大良線
- 無番（平日朝1便のみ）
  - 大手口 ← 唐津駅 ← 見借 ← 大良橋 ← 山道入口

路線が廃止になったところや本数が少ないところにはオンデマンドタクシー「チョイソコからつ」が運行されている。
　
- 運行地区：浜玉・七山・相知・厳木・肥前・北波多・大良・陽光台（旭ヶ丘地区）

##### 佐賀地区
2024年4月1日現在の路線（太字は終点・始発停留所）
中極・東山田線
- 70（護国神社前行） / 74（小城行）
  - 護国神社前 ← 辻の堂 - 県庁前 - 唐人町 - 佐賀駅バスセンター - 佐賀駅北口 - 商業校門前 - SAGAサンライズパーク - イオンモール佐賀大和 - 尼寺（にいじ） - 中極（ちゅうごく） - 大地町 - ひらまつ病院 - 小城

- 1（佐賀駅行） / 75（佐賀営業所行）
  - 佐賀駅バスセンター - 佐賀駅北口 - 商業校門前 - SAGAサンライズパーク - イオンモール佐賀大和 （旧・イオンショッピングタウン大和）- 尼寺 - 佐賀営業所
    - 国道263号から佐賀県道48号佐賀外環状線を通って小城へ向かう路線。2015年10月のダイヤ改正で新築移転したひらまつ病院を経由するようになった。
    - 2012年9月までは佐賀駅バスセンターからイオンモール佐賀大和の間に「イオン大和線」が運行されていたが、2012年10月1日のダイヤ改正で当路線の佐賀営業所発着便と統合されている。これにより、佐賀営業所発着便は全て佐賀駅バスセンター発着となっている。

古湯線
- 70（護国神社前行） / 73（富士支所前行）
  - 護国神社前 ← 辻の堂 - 唐人町 - 佐賀駅バスセンター - 佐賀駅北口 - 商業高校前 - SAGAサンライズパーク - イオンモール佐賀大和 - 尼寺 - ユースピア入口 - 川上橋 - 富士大和温泉病院 - 熊の川温泉（ - 富士小学校前） - 小関橋 - 古湯温泉 - 富士支所前
    - 国道323号を通って佐賀市富士町の中心部へ向かう路線。2020年3月までは富士町全域で運行していた。富士支所前までの短縮と同時に日中は毎時1本、朝は佐賀市中心部方面へ、夕方は富士町方面へ毎時2本に増便された。
    - 富士大和温泉病院で、 三瀬地区コミュニティバス「みつせやまびこ号」が接続している。

武雄・多久線
- 多久市役所 - 多久駅北口 - 本多久 - 馬神峠 - 北方大崎 - 高橋駅前 - 武雄温泉駅南口 - ゆめタウン武雄 - 竹下町
  - 佐賀県道24号武雄多久線を通って多久市と武雄市を結ぶ路線。2020年4月より朝の一往復を除いてジャンボタクシーでの運行となっている。

#### 廃止・移管路線

##### 唐津・伊万里地区
伊万里・武雄線
- 伊万里駅前 - 上伊万里 - 桃川駅前 - 若木農協前 - 高橋駅前 - 武雄駅前 - 竹下町
  - 国道498号を通って伊万里市と武雄市を結ぶ路線。平日、土曜のみ運行されていた。かつて伊万里～武雄間のバス路線は西肥自動車も佐賀県道26号伊万里山内線・国道35号を経由して運行していたが、伊万里駅前～三間坂駅前間に路線縮小された。運転士不足のため2018年3月に廃止された。

畑川内・黒川線
- 伊万里駅前 - 上伊万里 - 大曲 - 畑川内 - 黒川
  - 国道202号から佐賀県道297号塩屋大曲線を通って伊万里市北部へ進む路線。平日、土曜のみ運行されていた。かつては畑川内までの路線だったが、西肥自動車が国道204号経由で運行していた伊万里－黒川－畑川内線の黒川－畑川内間が廃止されたため、その後を引き継ぐ形で黒川まで路線延長されていた。2021年3月末に廃止、現在同区間ではコミュニテイバス・スクールバスとして運行されている。

中浦線
- 湯野浦 - 中浦 - 切木小学校前
  - 2013年4月1日の改正前は唐津発も運行されていたが、改正により朝に万賀里川方面1本のみの運行に変わっていたが、少子化・過疎化により2019年3月末に廃止された。廃止後も湯野浦の現地出退勤は残されていたが、中浦線の一部伊万里支所移管に伴い、2021年夏に現地出退勤も廃止された。

七山線
- 大手口 - 松浦橋 - 東唐津 - 東唐津駅 - 唐津東中高前 - 虹ノ松原駅前 - 浜崎駅前 - 滝川 - ななのゆ - 細川
  - 松浦川東岸の東唐津地区を経て、旧浜玉町・旧七山村へ至る路線。2022年4月1日のダイヤ改正で、ななのゆ止まりに短縮された。

大屋敷線
- 滝川 - 観音の滝 - 桑原入口 - 中原 - 大屋敷

東木浦・博多線
- 滝川 - 岩井橋 - 東木浦 - 博多
  - 上記2路線は、旧七山村内を走行していた路線。平日のみ運行されていた。2022年4月1日のダイヤ改正で、デマンドタクシーに移行された。

肥前フィーダー線
- 入野 - 松山 - 星賀 - 駄竹高齢者センター前 ※ジャンボタクシー
- 入野 - 山口 - 納所 - 波止内広場 ※ジャンボタクシー
- 入野 - 古保志気 - 草場医院 - 高串福祉センター - 瓜ヶ坂公民館前 - 黒崎 ※ジャンボタクシー
- 仮屋 - 金の手 - 唐津青翔高校前 - 梅崎 - 古保志気 - 高串福祉センター

切木線
- 入野 - 古保志気 - 新木場 - 中浦 - 唐の川 - 竹木場 - 熊の原 - 大手口 - 東唐津 - 唐津東中高前
- 大手口 - 熊の原 - 竹木場 - 切木 - 湯野尾 - 座川内入口 - 牟形 - 唐津青翔高校前

呼子線
- 呼子 - 横竹 - 菖蒲 / 打上 - 岩野 - 唐房入口 - 西唐津駅前 - 大手口 - 百人町 - 市民グラウンド前
- 呼子 - 横竹 - 菖蒲 / 打上 - 岩野 - 唐房入口 - 西唐津駅前 - 大手口 - 宝当桟橋

湊線
- 大手口 - 西唐津駅前 - 唐房 - 相賀 - 湊 - みなと園
  - 2024年4月の改正で全便、呼子または波戸岬まで延長となった。

唐津赤十字病院線
- 大手口 - 唐津駅 - アルピノ前 - 唐津赤十字病院（直行）

呼子フィーダー線（呼子・波戸岬線）
- 呼子 - 名護屋城博物館入口 - 波戸岬国民宿舎
  - 2024年4月に湊線と統合された。

有浦線
- 金の手 - 仮屋 - 値賀 - 玄海エネルギーパーク
- 大手口 - 西唐津駅前 - 唐房入口 - 岩野 - 有浦上 - 金の手 - 仮屋 - 値賀 - 串 - 名護屋浜 - 呼子

鷹島線
- 入野 - 道の駅鷹ら島 - 上神崎 - 鷹島支所 - 日比入口 - 阿翁浦 　　　

- 2024年10月1日のダイヤ改正にて鷹島線は廃止され、2024年現在、同路線は鷹島タクシーに移管されている。

旭ヶ丘線
- 大手口（旧辻薬局前）- 唐津駅 - 山口上 - 陽光台東
  - チョイソコからつに移管された。

相知花タウンバス
- 佐里上 - 佐里駅 - 岩谷 - 佐里下 - 西相知駅前 - 天徳の湯 - 相知下 - 相知市民センター前 - 相知駅前（- JA唐津相知支所）- 山手町 - 川添 - 新田 - 岩本 - 下平山  - 棚田交流広場（平山・佐里線）
- 坊中公民館前 - 坊中 - 山本 - まいずる９山本店 - 唐津特別支援学校前 - 双水 - 大野 - 黒岩 - 八反田住宅入口 - 下鶴 - 相知交流文化センター - 相知駅前 - 相知下 - 天徳の湯（坊中・中山線）
  - チョイソコからつに移管された。

七山線（白木・細川系統）
- 上柳瀬 - 白木 - 七山市民センター前
- 七山市民センター前 - 馬の川 - 細川
  - チョイソコからつに移管された。

浜玉循環線
- 浜崎駅北口 - 虹の松原駅前 - イオン唐津店 - マリンセンターおさかな村 - 横田上公民館 - 浜玉中学校前 - 浜崎駅北口
  - チョイソコからつに移管された。

唐津市内線（東コース・西コース・南コース・大島・イオン）
- 唐津駅 → 大手口 → 大名小路 → 唐津城入口 → シーサイド前 → 唐津城入口 → 唐津神社 → 大手口 → 唐津駅（東コース）
- 大手口 → 唐津駅 → 熊の原 → 菜畑 → 西唐津中学校 → 大島通り → りふれ → 済生会病院前 → 大名小路 → 大手口 → 唐津駅（西コース）
- 大手口 → 唐津駅 → 町田三丁目 → 唐津赤十字病院 → 丸宗 → 文化体育館前 → 丸宗 → 用尺南 → 大手口 → 唐津駅（南コース）
- 大島液化ガス - 唐津フェリーターミナル - 藤﨑通り - 西唐津駅前 - 大手口 - 百人町 / 用尺南 - 市民グラウンド前
- 大島液化ガス - 唐津フェリーターミナル - 藤﨑通り - 西唐津駅前 - 大手口 - 用尺南 - イオン前
  - 大島系統の路線については2024年4月の路線再編で玄海エネP・名護屋浜へ向かう路線が唐津フェリーターミナルまで乗り入れとなった。
  - 2025年4月に東コースと南コースの一部が統合され、からワンラインとなった。

志気・成渕線
- 志気 - 志気橋 - 市民病院きたはた - 徳須恵
- 成渕上 - 上平野 - 市民病院きたはた - 徳須恵
  - チョイソコからつに移管された。

##### 佐賀地区
北部バイパス線
- 辻の堂 - 県庁前 - 唐人町 - 佐賀駅バスセンター - 佐賀駅北口 - 商業校門前 - 卸センター前 - 五条 - 小城
  - 国道34号北部バイパスを経由して佐賀市と小城市を結ぶ路線。2020年4月1日のダイヤ改正で廃止。

小城・牛津線
- 小城 - 小城駅前 - 牛津駅前
  - 佐賀県道42号小城牛津線を通る小城市内路線。2020年4月1日のダイヤ改正で廃止され、小城タクシーによる運行となった。

古湯・北山線
- 辻の堂 - 片田江 - 佐賀駅バスセンター - 堀江通り - 市文化会館前 - 尼寺（にいじ） - ユースピア入口 - 小関橋 - 古湯温泉 - 鷹の羽 - 北山中原（ほくざんなかばる）（ - 北山稲荷神社前） - 上無津呂 - 麻那古（まなご）
- 辻の堂 - 片田江 - 佐賀駅バスセンター - 堀江通り - 市文化会館前 - 尼寺 - ユースピア入口 - 小関橋 - 上小副川（かみおそえがわ） - 日池 - 下関屋 - 下菖蒲 - 鷹の羽 - 古湯温泉
- 古湯温泉 - 鷹の羽 - 下菖蒲 - 下関屋 - 日池 - 上小副川 - 小関橋 - 古湯温泉 （循環）
- 北山中原 - 鷹の羽 - 下菖蒲 - 県民の森入口 - 上合瀬（かみおうせ）
  - 麻那古までは1日4便（麻那古発は朝の3便のみ）。古湯温泉や北山中原で折り返す便が大半で、上小副川経由は1日2便（うち1便は日池で折り返し）。ほかに古湯温泉から下関屋・上小副川方面の循環線や北山中原から上合瀬への旧富士町内路線があった。2020年4月に富士大和温泉病院以北が富士町コミュニティバスに移管された。

- 辻の堂 - 三反田 - 三瀬どんぐり村 - 三瀬車庫前
  - 朝三瀬車庫前発、夕刻に三瀬車庫前行きが1往復のみ運行。車輌と乗務員は三瀬車庫の常駐車輌の使用。

三瀬線
- 佐賀駅バスセンター - 片田江 - 東佐賀 - 神埼駅前 - 広滝 - 三瀬車庫前 - 三瀬宿（みつせしゅく）
- 佐賀駅バスセンター - 広滝 - 北山ダム東部入口 - 北山ダム湖畔荘 - 釜の頭 - 三瀬車庫前
  - 国道34号から佐賀県道21号三瀬神埼線を通って三瀬村へ向かう路線。三瀬宿発着は朝佐賀駅行き、夕方に三瀬宿行きの1往復のみであった。北山ダム東部入口から、北山ダム湖畔荘、松尾、釜の頭を周り三瀬車庫前を往復する便も存在し、休日運用では増便され、直接広滝に向かう便が減便されて居た。またかつては広滝止まりの便も存在して広滝にも2台入る車庫が在り乗務員も在籍して居た。2020年4月に横武（神埼清明高校）- 三瀬支所（三瀬車庫前）まで短縮の上、三瀬・神埼線としてジョイックス交通に移管された。

背振コミュニティバス
- 脊振山麓線：広滝 - 背振 - 犬井谷
- 鳥羽院線：広滝 - 鳥羽院
- 倉谷線：広滝 - 東鹿路 - 倉谷
  - 神埼市旧脊振村域で運行。3路線があり、地元児童のスクールバスも兼ねていた。日曜、祝日は運行されない。2020年4月に神埼市に移管され、同時にデマンドタクシーの運行も開始された。

### 福岡県
福岡市東区に福岡営業所を、糸島市に伊都営業所を置き、糸島市内を中心に福岡市西区の西部など、おもに西鉄バスが走っていない福岡県西部の糸島半島内各地域に路線を持つ。
かつてはこれらの地域と福岡市中心部の天神・呉服町・博多駅前までを結ぶバスが多数運行されていた。しかし1983年に国鉄筑肥線が電化され、スピードアップおよび増発が図られるとバスの利用者が年々減少。並行バス路線の整理を進め、更にその後都市高速1号線の延長により速達性の高い高速バスへの移行が進んだことと、赤字の圧縮のため（補助金打ち切り含む）に、2006年11月1日のダイヤ改正で福岡市中心部の博多駅前発着の一般路線は全線廃止された。
現在では上記地域と筑肥線の駅を結ぶ二次交通機関としての運行形態に移行している。しかしその中でも、九州大学伊都キャンパス - 九大学研都市駅間の路線や、最近では博多バスターミナル・天神 - 前原 - 二見ヶ浦・伊都営業所間の高速バス「ウエストコーストライナー」は好調であり、輸送力の増強に力を入れている。
また、このとき廃止された路線のうち、福岡市中心部と下山門団地・三陽高校を結ぶ路線は西鉄バスに引き継がれ、姪浜 - 今宿駅 - 叶が嶽宮前 - 今宿野外活動センター間は姪浜タクシーが運行する乗合タクシーとして引き継がれた。
博多駅前 - 姪浜間は西鉄の営業エリアとなるため、一般のバス路線では高速・特急バスと同様にクローズドドアシステムとなっており、同区間内だけの利用は出来なかった。ただし、国道202号線城南線経由の路線では1986年末にクローズドドアが廃止され、西鉄の営業エリア内の福重 - 六本松 - 渡辺通一丁目 - 博多駅前間での乗降が可能であった。
2010年2月27日より、一部の路線においてIC乗車券nimocaを導入した。導入対象は、福岡・前原地区の一般路線と高速バスからつ号・いまり号計73台。ポイントシステムに関しては、運賃引去額の5%（1ポイント未満切り捨て）、当月中の利用額2000円ごとにボーナスポイントが加算される。
また、九州大学伊都キャンパス前 - 九大学研都市駅前間の路線では九州大学の学生・教職員専用の全学共通ICカードでの運賃支払いも可能であり、同路線で使用される車両にはnimoca用カードリーダーとは別に全学共通ICカード用のカードリーダーを搭載していた。2019年5月31日をもって利用が終了しており、カードリーダーはすでに撤去されている。
九州大学線、西の浦線では2018年8月21日よりアルファベットで行先を、数字は経由地を示す系統番号が設定されたが、2019年4月1日に再度系統番号が見直され、数字でおおまかな経由地を表し派生系統がある場合のみ後ろにアルファベットをつけるというスタイルに変更され、行き先の区別はされなくなった（詳細は九州大学線、西の浦線の項を参照）。2024年4月より、糸島市内線でも糸島市コミュニティバスと共通の行先番号が設定された。

#### 運行している市町
- 福岡市（西区）
- 糸島市

#### 主なバスターミナル
- 姪浜駅南口
- 九大学研都市駅 - 伊都案内所
- 前原発着所 - 筑前前原駅より約400m
- JR前原駅北口・JR前原駅南口 - JR筑前前原駅前

#### 主な路線
マリノア線 （廃止）
- 姪浜駅 - 姪の浜 - 小戸 - 小戸公園 - マリノアシティ福岡
  - 姪浜駅の到着は北口で、出発は駅南口のロータリーとなる。
  - 2024年4月6日のダイヤ改正で平日の運行が半減された。これは運転士不足並びに2024年4月から適用となる運転者労働時間の改善基準告示改正（いわゆる2024年問題）に対応するための措置である。
  - 2024年8月18日にマリノアシティ福岡が閉館されて以降も停留所名はそのままに運行が継続されるが、同年9月1日のダイヤ改正で土休日の運行が廃され、平日も減便の上で、伊都営業所から福岡営業所へ移管された。福岡営業所唯一の一般路線である。

西の浦線
- 5A-1：九大学研都市駅 - 今宿駅前 - 今津 - 宮の浦 - 西の浦
- 5A-2：九大学研都市駅 - 今宿駅前 - 今津 - 宮の浦 - 西の浦 - 二見ヶ浦 - 伊都営業所
- 5B-2：九大学研都市駅 - 横浜西 - 今津 - 宮の浦 - 西の浦 - 二見ヶ浦 - 伊都営業所
  - 今宿駅前経由（5A。旧N-10）と横浜西経由（5B。旧N-11）がある。
  - 2019年7月21日のダイヤ改正で、二見ヶ浦経由伊都営業所発着を新設した。その際に系統番号の見直しを行い、従来の西の浦発着を「-1」、新設の伊都営業所発着を「-2」とした。また、日中の便を今宿駅前経由から横浜西経由に振り替えた。改正ごとに二見ヶ浦直通が増便されつつある。

九州大学線
- 3：九大学研都市駅 - （学園通） - 産学連携交流センター - 九大総合グラウンド - 伊都営業所
- 3快速：九大学研都市駅 - (ノンストップ) - 産学連携交流センター - 九大総合グラウンド - 伊都営業所
  - 学園通経由で、ウエストゾーン（理系エリア）を結ぶ。2017年4月5日に従来運行していた直行便を経路変更する形で新設し、後に停車バス停を追加したものである。当初は午前帯は九大総合グラウンド行きを、午後帯に九大学研都市駅行きを運行していたが、その後は終日双方向で運行されたのち、2021年4月より通学時間帯中心の運行となっている。2023年10月より快速の運行が開始された。快速は九大学研都市駅～産学連携交流センター間無停車。

- 4：九大学研都市駅 - （学園通） - [産学連携交流センター（九大行きのみ停車）] - イーストゾーン
  - イーストゾーン（文系エリア）新設に伴い開設。イーストゾーンは一方向のみの運行であり、大学→駅方向は中央図書館が始発、駅→大学方向は東ゲートが終点となる。ルートの都合上産学連携交流センターは九大行きのみ停車する。九大行きは朝～昼まで、学研都市駅行きは昼過ぎ～夜間のみの設定で、2019年10月1日より平日のみの運行となっている。

- 2A：九大学研都市駅 - 横浜西 - 玄洋高校 - イーストゾーン - 九大総合グラウンド - 伊都営業所
- 2A：九大学研都市駅 - 横浜西 - 玄洋高校 - イーストゾーン - 仏青寮前 - 一蘭の森（糸島）
  - ラーメンチェーン店「一蘭」のセントラルキッチン「一蘭の森」が始発・終着で九大エリア内を経由する。

- 2：九大学研都市駅 - 横浜西 - 玄洋高校 - 産学連携交流センター - 九大総合グラウンド - 伊都営業所
- 2M：九大学研都市駅 - 横浜西 - 玄洋高校 - 元岡 - 九大総合グラウンド - 伊都営業所
  - 横浜西経由。以前は産学連携交流センターを経由していたが、2018年8月21日からイーストゾーンを経由する経路へと変更した。2021年4月以降、仏青寮前発着が設定され、わずかながら産学連携交流センター経由も復活した。またこの改正より学園通経由であった元岡経由が横浜西経由に変更されている。伊都協奏館発着は設定がなくなった。

- 1A：九大学研都市駅 - 周船寺 - 泉 - イーストゾーン - 九大総合グラウンド - 伊都営業所
- 1：九大学研都市駅 - 周船寺 - 泉 - 産学連携交流センター - 九大総合グラウンド - 伊都営業所/九大伊都協奏館
- 1H：九大学研都市駅 - 周船寺 - 泉 - 産学連携交流センター - 九大伊都協奏館
  - 周船寺経由。2018年8月21日改正でいったん全便がイーストゾーン経由となったが、2019年4月1日改正より産学連携交流センター経由便が復活し、2021年4月より通学時間帯以外は産学連携交流センター経由がメインとなった。平日朝に山崎始発がある。伊都協奏館発着は極僅かで、2021年4月より全便産学連携交流センター経由。2024年4月6日改正で九大構内に入らない、九大伊都協奏館発着便（行先番号1H）が朝晩時間帯に設定された。

九州大学線（糸島）
- 21：前原駅北口 - 前原 - 浦志 - 産の宮北 - 東風コミュニティセンター前 - 泊北口 - 九大東ゲート
- 22：前原駅北口 - 前原 - 医師会病院前 - 泊一区 - 泊北口 - 九大東ゲート
- 23：前原駅北口 - 前原 - 医師会病院前 - 油比 - 馬場 - 泊北口 - 九大東ゲート
  - 以上3系統はいずれも九大伊都キャンパスと筑前前原駅を結ぶ。中型車で運行される。23番は1日1往復のみの運行である。

- 24：周船寺小学校前 - 高田 - 産の宮北 - 志登 - 泊北口 - 九大東ゲート
  - 九大伊都キャンパスと周船寺小学校前を結ぶ。この系統のみ、前原方面には行かない。中型車、または大型車で運行される。周船寺小学校前では折り返し場がないため、必ず九大東ゲートまたは伊都営業所との間で回送での送り込みが行われる。

九大線(糸島)はもともと糸島市コミュニティバスとして運行されていたものを九大伊都キャンパスの完成に合わせて昭和バス自社路線とし車両の大型化を行ったものである。運賃は他の糸島市内路線やコミュニティバスと同様200円均一(九大東ゲート～九大農学部間のみの乗車は九大線に合わせて100円)である。
芥屋（けや）線
- 26：前原 - 前原駅北口 - 糸島市役所前 - 加布里 - 小富士東 - 松原 - 芥屋
- 26：前原 - 前原駅北口 - 加布羅 - 道目木 - 小富士東 - 松原 - 芥屋
  - 道目木経由は平日1往復のみの運行で、その他は加布里経由である。

船越・野北線
- 27：前原 - 前原駅北口 - 加布羅 - 初 - 志摩中入口 - 松原 - 船越
- 28：前原 - 前原駅北口 - 加布羅 - 初 - 吉田 - 野北 - 谷 - 伊都営業所
  - 野北線は、伊都営業所始発の第1便を除き、全便が九州大学線の伊都営業所発着便に接続。芥屋線・船越・野北線は、地域間幹線系統として、国・福岡県・沿線自治体の補助を受けて運行する。

糸島サンセットライン
- 西の浦 - 二見ヶ浦 - 野北 - 芥屋購買店（大門公園入口）
  - 二見ヶ浦地区から野北を経由して、芥屋までを結ぶ系統。2024年4月6日から同年9月30日までの実証運行としてスタートし、同年10月1日からは運転士不足を理由に平日の運行を取り止めた上で2025年春まで実証運行が延長される。

#### 廃止路線
- 博多駅交通センター - 天神 - 西新 - 姪浜 - 今宿 - 周船寺 - 前原 - 前原営業所前 - 加布里 - 深江駅前 - 唐津大手口（急行）
- 博多駅交通センター - 天神 - 西新 - 姪浜 - 生の松原 - 今宿 - 周船寺 - 前原 - 前原営業所前 - 加布里 - 深江駅前（普通）
- 博多駅交通センター - 天神 - 西新 - 姪浜 - 生の松原 - 今宿 - 周船寺 - 前原 - 前原営業所前（普通）
- 博多駅交通センター - 天神 - 西新 - 姪浜 - 生の松原 - 今宿 - 野北 - 前原駅前（普通）
- 博多駅交通センター - 天神 - 西新 - 姪浜 - 生の松原 - 今宿 - 元岡 - 船越（急行）
- 博多駅交通センター - 天神 - 西新 - 姪浜 - 生の松原 - 今宿 - 西の浦（普通）
- 博多駅交通センター - 天神 - (都市高速) - 下青木 - 今宿 - 西の浦（都市高速）
- 博多駅交通センター - 天神 - 西新 - 姪浜 - 生の松原 - 今宿 - 草場 - 西の浦（普通）
- 博多駅交通センター - 天神 - 西新 - 姪浜 - 今宿 - 下青木 - 叶が嶽宮前 - 今宿野外活動センター（普通）
- 博多駅交通センター - 天神 - 西新 - 姪浜 - 小戸公園前 - 姪の浜北団地 ← 生の松原 ← 今宿（※朝上り1便のみ今宿始発）
- 博多駅交通センター - 天神 - 西新 - 姪浜 - 下山門駅前 - 城の原 - 三陽高校前
- 博多駅交通センター ｰ 天神 ｰ 西新 ｰ 早良口 ｰ 原 ｰ 四箇田団地入口 ｰ 西入部 - 内野 - 野河内
  - 福岡営業所担当。博多駅～早良口間はクローズドドアとなっていた。国道263号線早良街道経由ではなく、県道558号内野次郎丸弥生線（旧早良街道）を経由し、内野で国道263号線に合流していた。室見川の曲渕ダム脇のトンネルを抜けると旧道に入り、曲渕、購買店前を過ぎると新道に戻り、再び旧道へ反れて飯場を経て終点の野河内に着く。野河内にはバス1台分の木造の車庫と乗務員の宿泊室があった。

- 博多駅交通センター - 天神 - 西新 - 早良口 - 原 - 四箇田団地入口 - 西入部 - 内野 - 野河内 -（三瀬峠）- 三瀬宿 - 北山ダム湖畔荘 - 三瀬車庫前

- 三瀬車庫前→釜の頭（かまのと）→三瀬宿→（三瀬峠→）野河内→内野→西入部→四箇田団地入口→原→早良口→西新→天神→博多駅交通センター※朝の上り博多駅交通センター行き1本のみ。
  - 1日3往復で、当初は全便福岡営業所が担当していた。福岡営業所担当当時、三瀬行き最終便は三瀬車庫での泊まり勤務となっていたが、特に冬季の三瀬峠が凍結で通行止めになると、迂回路のなかった当時は博多へ戻ることができなかったため[18]、三瀬車庫行き最終便と博多駅行き始発便を佐賀営業所三瀬車庫が担当するようになった。日中間合い運用を西の浦往復に決まって、実施になったという。日中2往復の福岡営業所担当便と下り最終の三瀬車庫前行きは北山ダム湖畔荘経由で、朝の上り1本の佐賀営業所三瀬車庫担当便のみ釜の頭経由で運行された。日中2往復は従来通り福岡営業所が担当を続けたが晩年は休日長期休暇中のみの運行となり、湖畔荘止まりになったのち三瀬どんぐり村行きとなった（詳細次章）。
  - 晩年は1往復となり佐賀営業所三瀬車庫が担当。三瀬トンネル有料道路経由となって、三瀬峠のバス停留所は日中の季節便専用となった。冬季三瀬峠が通行止めの時は運休があった。下りの運行のために迂回して回送することもあった[19]。

- 博多駅交通センター - 天神 - 西新 - 藤崎ターミナル - 早良口 - 原 - 四箇田団地入口 - 西入部 - 内野 - 野河内 - 三瀬峠 - 三瀬宿 -  北山ダム湖畔荘
  - 3往復の博多駅～三瀬車庫前のうち、福岡営業所担当の日中2往復を平日野河内打ち切りとし、代わりに休日・長期休暇中のみ北山ダム湖畔荘まで延長運行した。冬季は休日も運休で、野河内打ち切り。北山ダム湖畔荘～三瀬車庫前は回送し休息。
- 博多駅交通センター - 天神 - 西新 - 藤崎ターミナル - 早良口 - 原 - 四箇田団地入口 - 西入部 - 内野 - 野河内 - 三瀬宿 - 三瀬車庫前 - 北山ダム東部入口 - 三瀬どんぐり村
  - 1986年北山ダム湖畔荘止まりを変更し、運行開始。季節限定で休日のみ運行された。行き先の目的が変わった為、遠回りになる湖畔荘は経由せず。ただし、季節によってどんぐり村に向かう車で渋滞が発生した場合に迂回路として使用。乗降は正規ルートの停留所のみで、途中の乗降は迂回中は出来なかった。

- 三陽高校前 - 下青木 - 今宿
- 今宿野外活動センター前 - 叶が嶽宮前 - 今宿 - 野北 - 前原駅前
- 今宿 - 女原- 北原車庫前
- 前原駅前 - 一貫山踏切 - 深江駅前
- 博多駅交通センター - 天神 ｰ 西新 - 姪浜 - 今宿 - 周船寺 - 末永 - 井原- 産の宮 - 前原 - 前原営業所前
- 博多駅交通センター - 天神 - 西新 - 姪浜 - 今宿 - 周船寺 - 前原 - 長野 - 白糸の滝
- 博多駅交通センター - 天神 - 西新 - 姪浜 - 今宿 - 周船寺 - 前原 - 雷山観音前
- 前原駅 - 産の宮 - 井原山入口
- ※博多駅交通センター - 渡辺通一丁目 - 六本松 - 原 - 生の松原団地南 - 今宿 - 西の浦（急行）
- ※博多駅交通センター - 渡辺通一丁目 - 六本松 - 原 - 生の松原団地南 - 今宿 - 周船寺 - 前原 - 前原営業所前（急行）
- ※博多駅交通センター - 渡辺通一丁目 - 六本松 - 原 - 生の松原団地南 - 今宿 - 周船寺 - 前原 - 深江駅前 - 唐津大手口（急行）
  - 城南線を経由する※印の3路線は、上述の通りクローズドドアを行っていなかった。

## コミュニティバス
糸島市コミュニティバスを受託運行している。

## 乗合タクシー
佐賀県内・福岡県内ともに、一部の過疎地域の路線や利用客の少ない時間の便は、タクシー事業部にて乗合タクシーによる運行としている。これらの乗合タクシー路線は、定期券、回数券などもすべて昭和バスと共通で、乗合タクシーではあるが実質的にはバス路線に限りなく近い。事業者自身がバス路線を維持する方法として自社系の乗合タクシーを運行する例は全国的にも数が少ない。

## 無料バス
唐津市内およびJR九州筑肥線東唐津駅から唐津競艇場（ボートレースからつ）まで無料バスを運行している。ただし昭和バスホームページに時刻の記載はない。

## 貸切バス
福岡営業所内に貸切事業本部を持っており、福岡県内外に配車が行われているほか、佐賀県内の唐津・佐賀営業所にも貸切車が在籍していて、最近は日野・セレガや、いすゞ・ガーラの新車が導入が行われているほか、三菱ふそう・エアロバスなどの中古車も導入されている。
塗装は大型車はピンク色地の車体が特徴。中型・小型車は白地に青帯が中心だが、最近の導入車には、小型車でもピンク色地の車体が登場している。
また、福岡地区の中型車は福岡昭和タクシーに移管された車もあるほか、唐津地区では玄海原子力発電所の特定輸送も引き受けている。

## 車両
路線バスや高速バス・観光バス共に国産大型4メーカー（いすゞ・日野・三菱ふそう・日産ディーゼル（当時、現「UDトラックス」））をすべて揃えている。車体もメーカー純正・富士重工・西工など様々である。昭和バスはサンプル車（メーカーがサンプルとして製造した車両）の譲受車などの異色車や他社からの移籍車が多いため、一見同一形式と思われる車両でも細部が異なるなど車両のバリエーションが豊かなことでも知られている。新車は高速バスや観光バスが大半で、2013年までは一般路線への新車投入は滅多になかった。
高速バス・観光バスは日野や日産ディーゼル製の比率が高い。路線バスは九州大学線や西の浦線・マリノアシティ線の大多数や唐津市内の一部便を除いて中型車での運行である。
九州初のオートマチックトランスミッションの日産ディーゼルの観光バスを所有している。
2012年には昭和バスでは初の韓国製の車となるヒュンダイ・ユニバースを導入しており、2014年1月現在前原営業所(現:伊都営業所)に4台、唐津営業所に2台の計6台がいと・しま号、からつ号、いまり号で運行している。
2014年にはいすゞガーラと日野セレガを初めて高速路線車として採用した。以降、高速路線車はこの2車種を投入している。
路線車では、2013年に初めて中型路線車の日野レインボーⅡを佐賀県内に投入、2014年にもノンステップ車として追加投入，また初の日野ポンチョも狭隘の七山線などに投入されている。
福岡地区へは昭和バスで初めての大型ノンステップバスであるいすゞエルガが投入され、九大線などで活躍する。
トヨタ自動車系販売店を系列下に持つため、市内循環線ではトヨタ・コースターが使用されている。
現在は、毎年一般路線車の新車が投入されており、福岡地区には新型エルガが増備され、唐津地区にも新型レインボーなどのノンステップ車が経年車を置き換えている。

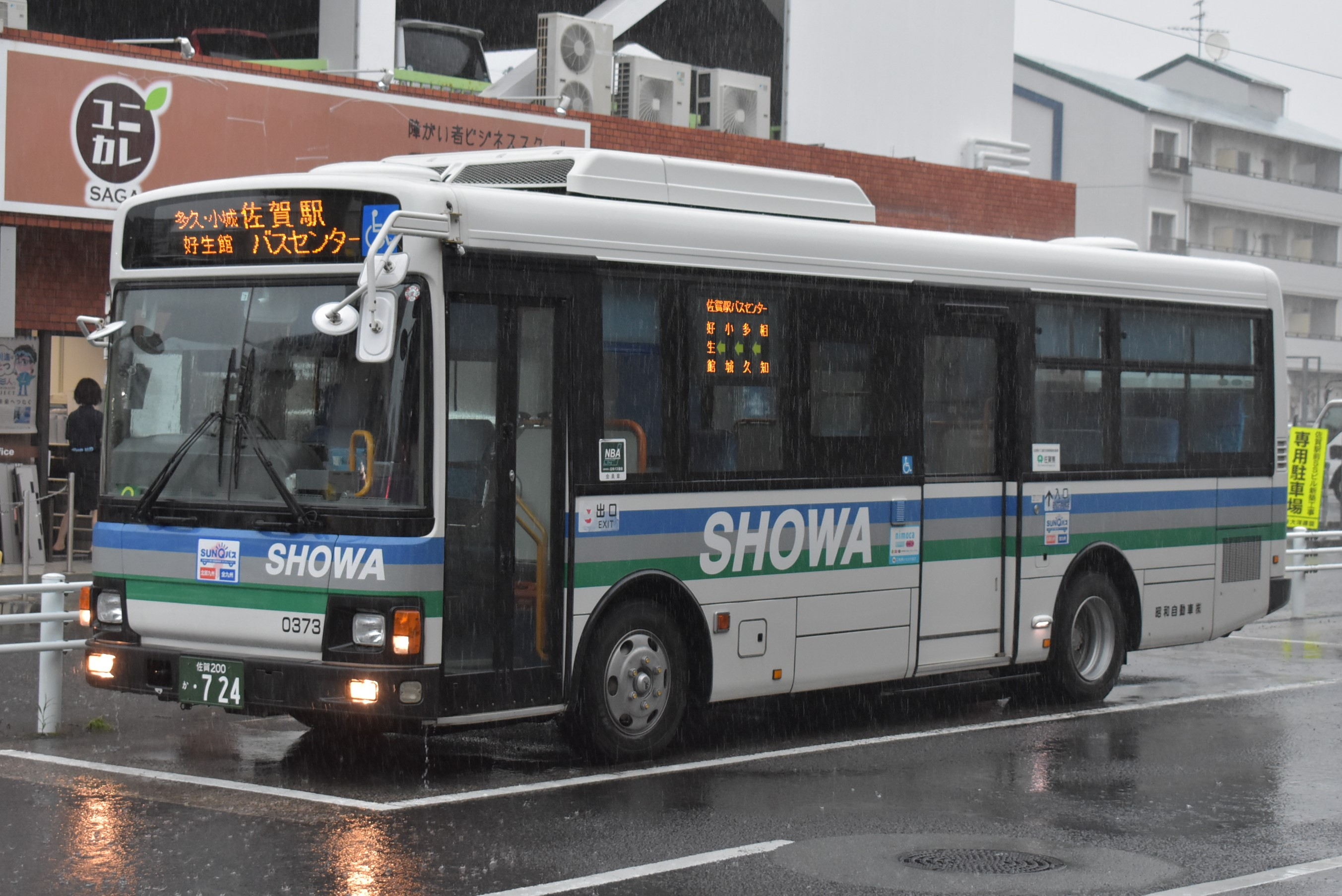
唐津を中心に2013年から導入されている日野レインボーⅡ。エルガミオも採用された。

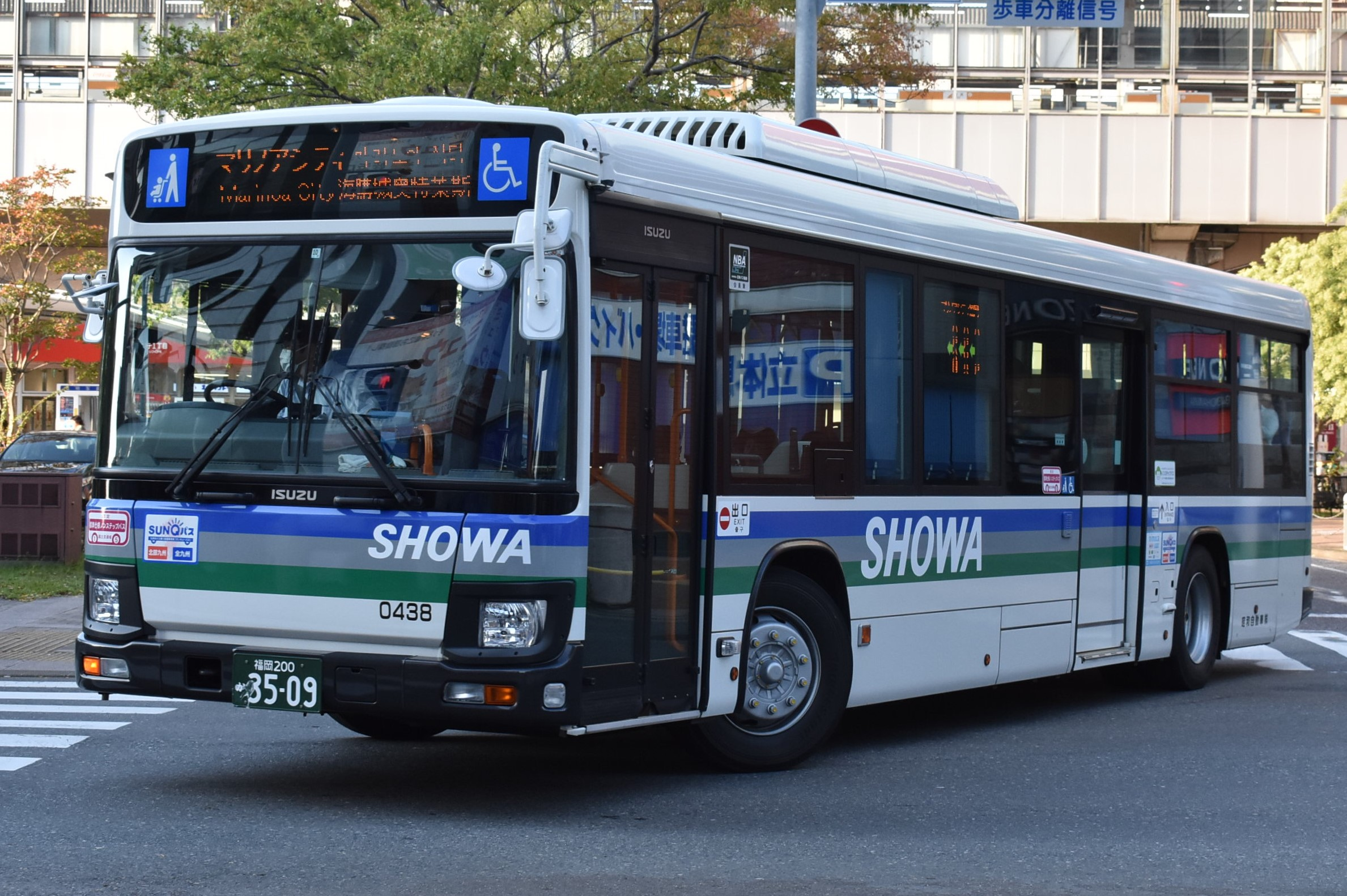
九大線やマリノアシティシャトルなどで運用に就くいすゞエルガ。ノンステップバスの増備が続いている。

### 塗装
現行の塗装は1989年以降に採用されたものである（詳細は上記各項参照）。この新塗装採用において、中距離路線用車両は一般路線車と同じ帯の色で車体上半部は黄色、下半部は白色の塗装とされたが、2003年までに塗り替え、もしくは廃車によりこの塗装は消滅している。
海沿いの路線が多いことから1970年頃から一部の車両は車体外板をステンレスとしていた。ステンレス車採用開始とともに一般路線車は銀色地に赤帯、貸切車は銀色地に赤色・青色の帯（いずれもステンレス車は地色は無塗装）の塗装としたが、ステンレス車は1979年以降導入は打ち切られている。

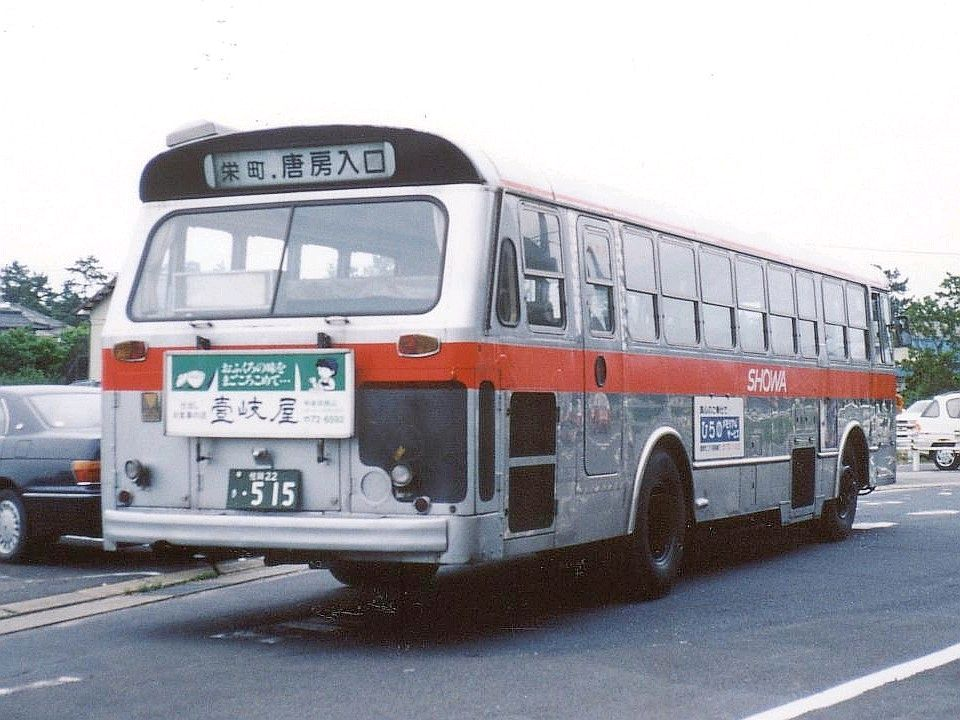
かつて存在したステンレス車
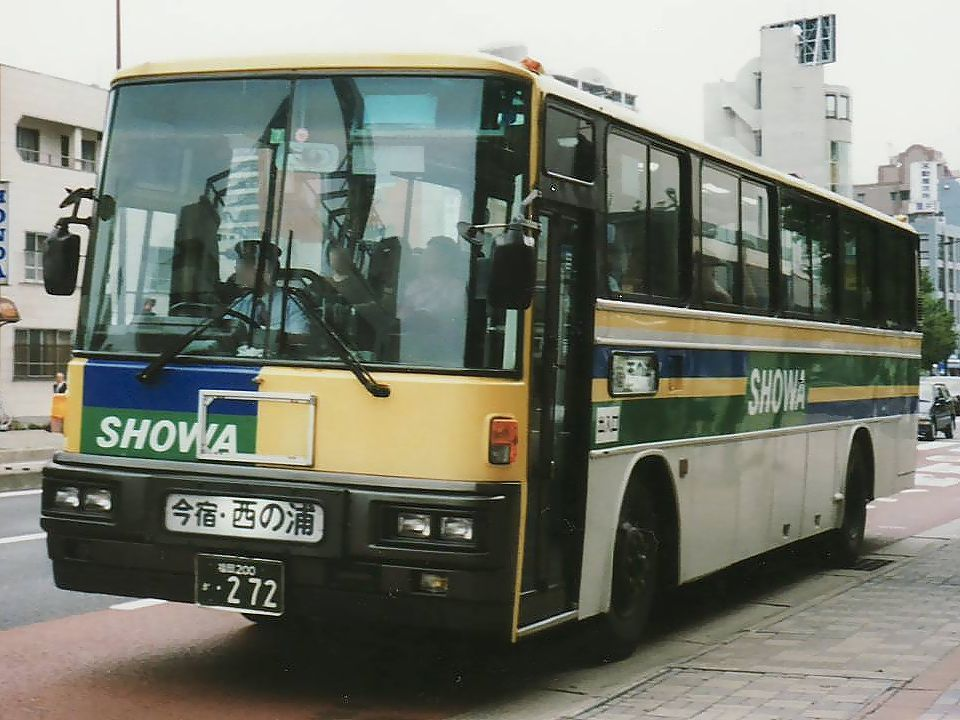
1989年から2003年まで存在した中距離路線塗色
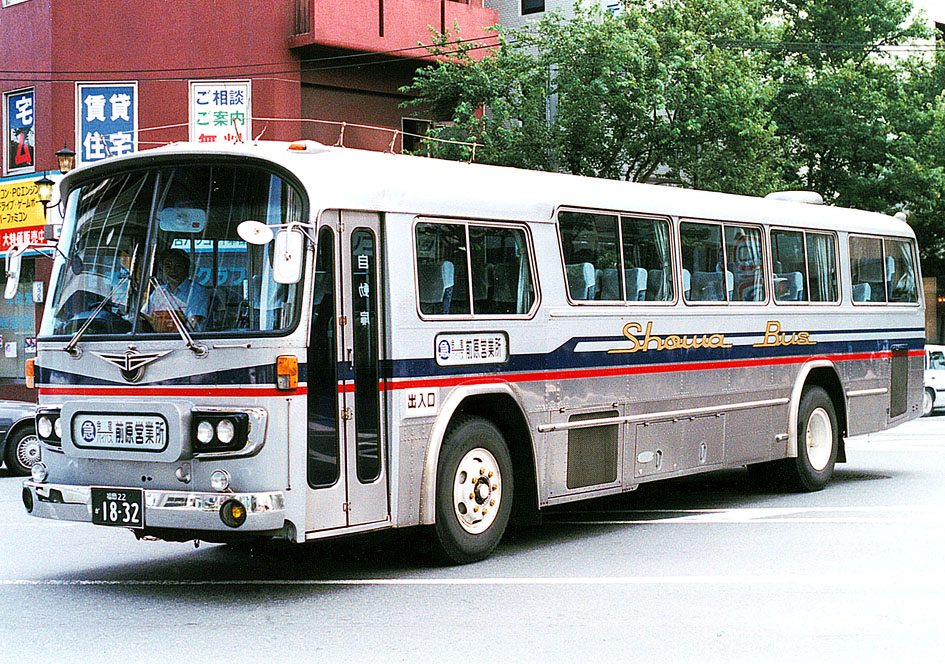
旧貸切車（塗色はそのまま路線へ転用後のもの、ステンレス車）

## 郵便物輸送業務
郵便車仕様の軽1BOXバン（ダイハツ・ハイゼット）及び2t~4tトラック（アルミバンタイプ。2t車がいすゞ・エルフ、4t車がいすゞ・フォワード）を保有しており、唐津郵便局所管区域の郵便ポスト収集業務及び同局と他の郵便局との間の郵便物逓送業務を行っている。

## タクシー
唐津市・玄海町・多久市・糸島市に営業所を持つ。2012年12月1日に子会社の昭和タクシーを合併し、2015年4月1日に同じく子会社の福岡昭和タクシーの糸島市でのタクシー事業を移管したことで自社でタクシー事業を行うようになった。
福岡昭和タクシーの事業のうち、福岡市でのタクシー・ハイヤー事業は同社運営のままである。

## グループ会社
自社バス事業の分離による子会社が数社あったが、再合併により全て消滅した。系列下のバス事業者としてはほかに壱岐交通（長崎県壱岐市）があった。そのほか福岡昭和タクシー、トヨタレンタリース福岡、福岡トヨタ自動車、トヨタカローラ福岡、ネッツトヨタ福岡、佐賀トヨタ自動車、長崎トヨタ自動車、トヨタレンタリース佐賀、トヨタL&F福岡、昭和商事石油、壱岐海運、昭和トラベラーズクラブ、唐津シーサイドホテル、昭和幼稚園、九州西濃運輸（旧・昭和西濃運輸）などのグループ会社・団体があった。また、日本マクドナルドのフランチャイジーとして運営する昭和フードや、同社企画開発事業部において、TSUTAYAのフランチャイジーとしてレンタル店事業、前原セントラルホテルの運営を行っている。
2010年代頃から事業の見直しを進めており、上記のうち長崎県壱岐市の事業からは撤退し、これにより壱岐交通・壱岐海運は2015年現在グループを離れている。また、唐津シーサイドホテル・昭和商事石油についても経営譲渡を行っている。
昭和グループはグループ会社を含め、基本的に金子一族（創業者：金子道雄⇒現：金子宜嗣オーナー他）の同族経営で運営されている。またKBCグループホールディングス（九州朝日放送）の大株主でもある。1970年代初頭に開局時のサガテレビの大株主だった。